# Islote Águila
Islote Águila (dt. Adlerinselchen) ist die südlichste Felseninsel der chilenischen Diego-Ramírez-Inseln südlich des Kap Hoorn in der Drakestraße. Sie gehört zur Región de Magallanes y de la Antártica Chilena, Provinz Antártica Chilena und Kommune Cabo de Hornos.

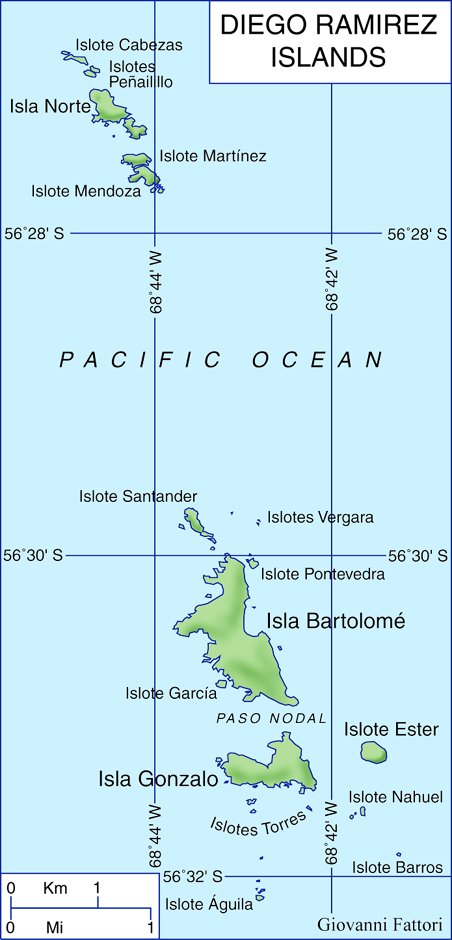
Die Diego-Ramírez-Inseln, Águila im äußersten Süden

Der Felsen hat eine Fläche von etwa 2,3 Hektar und gehört zur südlichen der beiden Diego-Ramírez-Gruppen. Er liegt 1,3 km südlich der Isla Gonzalo und 2,3 km südlich der Isla Bartholomé. der Hauptinsel des Archipels. Etwa 100 m nördlich befindet sich eine weitere, etwas kleinere Felseninsel. Auf dem Wege zur Isla Gonzalo finden sich weitere kleine Inseln; die nördlichen davon werden Islas Torres genannt. Die davon nördlichste ist in etwa so groß wie die Islote Águila, die restlichen fünf sind kleiner.
Die Diego-Ramírez-Inseln wurden 1619 von Bartolomé García de Nodal entdeckt. Als südlichste dieser galt Islote Águila 156 Jahre lang als südlichstes Land der Erde, bis James Cook 1775 die Südlichen Sandwichinseln sichtete. Die Diego-Ramírez-Inseln sind sehr isoliert und schwer zu erreichen und werden daher nur sporadisch von der chilenischen Marine betreten.
Islote Águila befindet sich etwa 108 km südwestlich des Kap Hoorn auf der Insel Hornos. Die nächste größere Landmasse ist die Hermite-Insel, 89 km in nordnordöstlicher Richtung. Die nächste Insel im Süden ist Smith Island in der Südgruppe der Südlichen Shetlandinseln, 789 km im Südsüdwesten. Diese gehört bereits zur Antarktis bzw. zum Kontinent Antarktika.
Daher gilt der südlichste Punkt der Insel auf 56° 32′ 17″ S, 68° 43′ 19″ W allgemein als südlichstes Land der Diego-Ramírez-Inseln und somit Chiles, Südamerikas sowie des gesamten Superkontinents Amerika. Zählt man die Inselgruppe wegen der abgelegenen Lage nicht mehr zu Amerika, fällt diese Ehre dem deutlich bekannteren Kap Hoorn zu. Zählt man auch die mindestens 2640 km vom südamerikanischen Festland entfernten Südlichen Sandwichinseln dazu, liegt der südlichste Punkt Südamerikas auf Cook Island. Diese Definition ist jedoch ungewöhnlich.